# Carlos Bastos
Carlos Manuel Bastos (Córdoba, 11 de agosto de 1949) es un ingeniero argentino especializado en energía, que ejerció como ministro de Infraestructura y Vivienda durante los últimos meses de la presidencia de Fernando de la Rúa.

## Biografía
Especializado en el sector eléctrico, al llegar a la presidencia Carlos Menem, estuvo al frente de la privatización de SEGBA, la mayor empresa de energía del país. Estableció un marco regulatorio aprobado por ley para el funcionamiento de las empresas privadas de energía eléctrica. Participó en la privatización de Gas del Estado, creando también un marco regulatorio que fue aprobado por ley.
Fue Secretario de Estado de Energía, Obras Públicas y Comunicaciones durante el primer mandato de Domingo Cavallo como Ministro de Economía. Entre otras gestiones, fue responsable de detener la construcción de la central nuclear Atucha II.
En años posteriores, asesoró al presidente de Ecuador, Abdalá Bucaram, trabajó para la empresa de energía Estadounidense Enron y fue funcionario de la Empresa de Energía de Córdoba.
Cuando el presidente Fernando de la Rúa, acorralado por las protestas cada vez más generalizadas en contra de su programa económico, llamó por segunda vez al Ministerio de Economía a Cavallo, éste hizo nombrar a Bastos Ministro de Infraestructura. Su misión era desregular en todo lo posible las inversiones y toda clase de acciones de las empresas que prestaban servicios públicos, en general privatizadas durante la gestión de Carlos Menem. Negoció con los senadores del justicialismo la reforma de la Ley de Infraestructura, en el sentido de favorecer la participación de las provincias en las licitaciones de obras públicas, a cambio de garantizar una mayor libertad de acción a las empresas particulares. También propuso la privatización del total de la red de rutas nacionales, que serían financiadas por el sistema de peaje.
No llegó a llevar adelante esas gestiones, debido a la renuncia del presidente De la Rúa, ocurrida en diciembre de 2001, y debida al caos económico provocado por la gestión de Cavallo. Años más tarde, Bastos fue procesado por supuesto enriquecimiento ilícito durante su gestión como Secretario de Energía de Menem.